# Gaspare Invrea
Gaspare Invrea, noto anche con lo pseudonimo di Remigio Zena (Torino, 23 gennaio 1850 – Genova, 8 settembre 1917), è stato uno scrittore e poeta italiano.

## Biografia
Di nobile famiglia (era il rampollo di un'illustre casata ligure), ebbe un'educazione tradizionalistica e religiosa. Nel 1867 si arruolò negli zuavi pontifici, rimanendo a Roma fino alla Breccia di Porta Pia. In seguito si laureò in giurisprudenza e fece carriera nella magistratura militare.
Fu letterato per passione e compose pregevoli opere: poesie, romanzi e novelle, in una forma che si rifaceva al naturalismo, alla scapigliatura, al verismo.
I suoi interessi letterari lo avvicinarono sempre più alle poetiche scapigliate e al verismo, pur conservando un accento degli approdi decadentisti grazie a numerosi articoli e recensioni su alcune delle più note testate giornalistiche e su libri d'illustri maestri del tempo (Verga e Capuana ad esempio). Nella cosiddetta fase scapigliata, dopo un ampio soggiorno a Parigi nel quale entra in contatto con noti esponenti del movimento (Arrigo Boito, Giovanni Camerana, Emilio Praga), collabora nel 1878, al suo rientro in patria, con molteplice riviste socio-scapigliate, spinto dall'amore per la letteratura e la poesia. Tra queste, ricordiamo la genovese il Crepuscolo. Tale passione lo porterà a sperimentare gli stili tipici della fine del secolo, equilibrando i movimenti contrastanti e non rinunciando a destreggiarsi tra ironia e descrizione. Nello stesso anno, il suo esordio è molto deludente: pubblica La carriera di Natalino in cui emerge ancora la mancanza verista: caratterizzato da un linguaggio colto, le cui vicende sono coordinate dallo scrittore “dall'alto”, intervenendo direttamente con giudizi personali e rimproveri rivolti al lettore. Tra le opere che spiccano con un maggior rilievo e permettono di approfondire le sue movenze letterali ricordiamo: le Poesie grigie (1880), le Pellegrine (1894), Olympia (1905), composizioni poetiche di carattere religioso-moraleggiante, ma dai tratti ironici e vivaci dal gusto tipicamente scapigliato, senza tralasciare i romanzi come La bocca del Lupo (1892) e L'Apostolo (1901). Quest'ultimo, ambientato nella Roma di Leone XIII, narra, con uno psicologismo ossessivo e chiuso, la storia fogazzariana di un giovane aristocratico il cui essere un cattolico “irrequieto” si scontra con i ristretti principi ecclesiastici.
L'esperienza nell'arma pontificia, non gli impedì di essere un critico della stessa istituzione, ricorrendo a quell'umorismo e ironia tipici delle sue opere. L'Apostolo assume maggior valenza come analisi psicologica fondata sul contrasto tra religione e vita che come racconto fine a se stesso, implementando la presenza di una fede personale certa e l'accettazione di principi fatti propri con sincera convinzione, tipica della ferrea formazione ricevuta. In tutte le sue opere la vena satirica,  mista ai numerosi influssi scapigliati e naturalistici, sono uniti dall'idealismo religioso che aveva motivato il marchese nelle scelte giovanili. Zena attenua anche attraverso il Cristianesimo i drammi ossessivi dei decadenti. Fu conforme anche al movimento crepuscolare tanto che, alla fine dell'Ottocento, nella sua poesia compare la crisi dei valori che ispirarono gli autori del periodo.
Inoltre, possiamo considerare l'autore un anticipatore del futurismo, grazie ad alcune operare lungimiranti di cui ci forniscono un chiaro esempio Le pellegrine, raccolta di poesie scritte durante il periodo eritreo.
Nella sua esperienza crepuscolare nasce la rivista di letteratura e sport Frou-Frou, di cui Zena fu tra i fondatori e collaboratori, nella quale vengono esaminate e sperimentate la narrativa e le tematiche del verismo. In questi anni, proprio tra Giovanni Verga e Invrea vi fu una corrispondenza tipicamente epistolare se non una diretta conoscenza. Nella rivista rimane elemento fondamentale fino al 1884, anno in cui partecipa al confronto di cambiamento della letteratura italiana, respingendo gli eccessi esasperati e le visioni angoscianti della scapigliatura. Tale movimento contraddice le ideologie dello scrittore, cattolico e conservatore, limitandone la battaglia personale di rinnovamento ad un fatto esclusivamente letterario.
Per altro, l'adesione al modello scapigliato risulta più facile, considerandola una soluzione interna al sistema borghese, senza sconfinare dal piano letterario a quello politico, al pari del flusso verista di quei tempi.
Successivamente scrive novelle tra le quali: Ismail, racconto ispirato ai miti orientali e Serafina, che verrà rivista profondamente dopo l'impatto con il verismo. Quest'ultima sarà una delle quattro novelle facenti parte di Anime semplici – Storie umili, manifestando la tendenza del poeta verso una maggiore adesione ad una letteratura tipicamente sociale che comincia il passaggio dall'area scapigliata al verismo. La stessa tendenza ripresa poi nella maturità di Zena, in una forma di fusione tra le due correnti ornate da un forte ideologismo religioso. Mentre il Verga esplora le ragioni psicologiche e sociali delle azioni dei personaggi, Zena interviene sugli avvenimenti in modo emotivo e umoristico. Ritrovando un narratore molto colto e ovunque presente, rivela comunque una forma di pietà per i protagonisti, facendo in ogni modo risaltare il suo giudizio negativo. Un esempio eccellente è fornito da Serafina, ragazza oppressa e sfruttata dai “guitti”, ladri e saltimbanchi per cui la giovane lavora.
Nella novella emerge la volontà dell'autore di sbarazzarsi dal proprio senso di colpa per l'appartenenza alla casta dominante, la nobiltà. Fondamentale per capire l'adesione ai principi del verismo è capire la revisione apportata a Serafina nel 1884: il narratore non è l'autore, ma un narratore anonimo e tipicamente popolare, che presenta le vicende ricorrendo ad un linguaggio lontano da quello dello scrittore e dei lettori. Zena, interviene indirettamente, “coprendo spazi per una ricomparsa sotto mentite spoglie dal punto di vista dell'autore”, secondo gli esempi del Verga verista.
Di conseguenza, si ha l'impressione di partecipare alla novella, non cogliendo più il ”trattamento disumano” riservato alla protagonista, ma considerandolo quasi una routine, dai tratti comici. La lingua viene completamente riadattata, eliminando le espressioni tipicamente letterarie con alternanza tra sintassi di apertura a modelli di tipo parlato irregolare e popolare, con coloriture linguistiche tipicamente liguri.
Da autentico verista, Zena rifiuta l'inverosimiglianza, rivelando una sensibilità all'esigenza del Vero che impone agli scrittori l'arbitrarietà nel parlato dei personaggi, mantenendo l'attenzione nell'ambiente e nella tematica genovese. Tanto che lo pseudonimo Zena,in lingua ligure, vuol dire appunto “Genova”.
L'autore lascia emergere le tematiche veriste nel romanzo La bocca del lupo, dove si immerge nella realtà più povera della Genova del tempo, descrivendola come una realtà distante dalla sua nobile provenienza. L'opera ostenta quello stile principale, che permetterà al marchese di levarsi come uno dei più celebri capisaldi della letteratura verista.
La bocca del lupo, pubblicato nel 1892 dall'editore Treves, definito come il suo primo romanzo, rappresenta la rovina morale e materiale di tante donne del popolo. Il risvolto letterario dell'opera viene tradizionalmente accostato ai modelli veristici di Verga, caratterizzato da un tentativo di regressione verghiana nei personaggi popolari. 
Scritto in italiano, ma con un cospicuo apporto a termini del dialetto ligure, fra grida di popolari e sussurri di pettegole chiacchierone in perfida rivalità, il testo evidenzia in maniera corale la vita al limite del sopravvivere di persone umili e disperate, oggi pronte ad aiutarsi amorevolmente e domani a “sbranarsi” per un pezzo di pane. Oscilla fra i modelli espressivi dei Promessi sposi del Manzoni e dei Malavoglia del Verga, di cui Zena fu coevo, non solo per il criterio impersonale del racconto o per la somiglianza che i personaggi hanno con quelli dei Malavoglia, ma per la capacità dello scrittore di raccontare l'ambiente genovese, attraverso l'uso efficace della prosa. La storia supera i confini veristi, grazie alla straordinaria capacità stilistica e poetica dello Zena, che tramuta in una stesura colma di umanità e ironia la visione dei protagonisti astanti nei vicoli portuali.
Storia di vinti ed emarginati, repressi da una sorte ingrata e frustrati da ambizioni che non potranno mai essere soddisfatte senza incombere nel rischio di finire “nella bocca del lupo”. L'avvio del romanzo è al modo di una conversazione che è già cominciata e le parole sono subito calde accompagnate da un linguaggio familiare, arricchito da motti e sapienze popolari
Zena ambienta la novella fra le case e i vicoli ombrosi genovesi, “caruggi”, che circondano un'ipotetica piazzetta, “la Pece Greca”, vicolo dell'irreale borghesata di Manassola, incrocio tra Manarola e Bonassola. Il contenuto letterario gravita attorno alla figura femminile di Francisca Carbone, conosciuta con lo pseudonimo di “Bricicca”, una vedova che nella sua vita gremita di avversità, “in casa sono più i giorni in cui si salta il pasto che quelli in cui si mangia”, vede aggiungersi la morte improvvisa dell'unico figlio maschio per tubercolosi. L'opera comincia dal tempo che precede la sua entrata nel carcere di Sant'Andrea, dove per grazia del re uscirà anzitempo. L'autore in seguito svelerà attraverso l'epilogo, l'incalzare del destino che si presenterà negli anni successivi alla sua scarcerazione.
Bricicca ha 3 figlie da maritare ma “nessuna salirà all'altare, eccetto colei che diventerà suora”.
Per far sposare almeno Marinetta, la più giovane delle tre fanciulle, Bricicca è disposta a sacrificare la sorte delle altre due figlie. Angela, figlia maggiore, brava e religiosa, ideale donna di casa. Nutre un affetto silenzioso per Giacomino Tribuno, ma i genitori del giovane non vedono di buon occhio il fidanzamento e, soprattutto le sorelle Testette, faranno di tutto per mandarlo a monte. Ci riusciranno a causa delle disgrazie familiari di casa Carbone, che costringeranno Angela a dar via la sua dote per porre rimedio a tali avversità. Aggravatasi la sua debolezza fisica e definitivamente frustrata dal matrimonio di Giacomino, morirà di tisi in ospedale, dimenticata dai familiari ma assistita dalle perfide Testette, pentite per l'occasione.
Battistina, che vive dai nonni a Manassola, considerata dalla madre quasi una bastarda, giudiziosa e triste per quella sua condizione sfortunata di figlia lontana, per guadagnarsi da vivere serve le monache e, per risparmiare, si veste di stracci. Nonostante s'ingegni a mandare qualche risparmio alla madre, quando arriverà a Genova per assistere alla comunione della sorella minore, non verrà accolta in casa neppure durante i preparativi, e se la dimenticheranno all'uscita dalla chiesa. Dopo essersi persa per Genova, dovrà tornare al paese, e quando la sorella minore andrà ad alloggiare a Manassola l'eluderà a causa delle sue condizioni miserabili. Solo Angela nutre una stima profonda per Battistina. Tra l'indifferenza generale, finirà per farsi monaca e partirà per la Patagonia assieme ai missionari di Don Bosco.
Marinetta, già donna a tredici anni, sotto l'influsso dei suoi due protettori, la Rapallina, donna di mondo, di professione pettinatrice e Costante, che tiene “le fila del lotto clandestino”, si avvia alla carriera di ballerina. Abbandonata quest'ambizione troppo presuntuosa, Marinetta rimarrà convinta d'essere destinata a qualcosa di meglio della miseria in cui è nata. Comincerà a pretendere di vestirsi bene quando Angela e la madre faticano a sfamarla, poi riporrà “egoisticamente” da parte i soldi guadagnati col suo lavoro di pettinatrice, grazie alle oscure amicizie che contrae sino all'incontro della signora Barbara, prostituta di professione. Dall'avventura a Manassola conserva un amore non molto serio per Pollino Gabitto a lungo diviso con Camillo che sposerà di nascosto per il suo improvviso stato di gravidanza. Dopo il fastoso matrimonio per il quale si dimenticheranno della morente Angela, Marinetta ha le doglie, e la madre sarà brava a nascondere il tutto al marito. La ragazza s'avvierà inesorabilmente verso la prostituzione: fredda di cuore ed egoista, per lei non ci sarà né pietà, né comprensione.
Persona colta, lo Zena non ha mancato la scelta di uno stile che subito si addentra all'interno dell'ambiente in cui tramanda tutte le inclinazioni degli umori. Bricicca sempre reattiva e combattiva ma tormentata da mille dubbi e difficoltà, un po' a causa della fame, un po' a causa di un'evidente stupidità, ricorrerà a miriadi di strategie, indebitandosi con un malevolo faccendiere, Costante, alleato in questa storia. Bricicca si esporrà esageratamente alle critiche invidiose e ai pettegolezzi delle comari che affollano la scena. Verrà tradita dall'aver accettato di nascondere dietro l'anonima attività di “bisagnina”, un banco di verdura di fronte alla bottega della sua rivale la Bardiglia, un banco del “seminario”, gioco d'azzardo clandestino, perseguitato a quell'epoca dalle leggi dello Stato. All'arresto verrà abbandonata al suo destino dal Costante, il suo “caro” co-protagonista.
Zena esteriorizza la miseria umana senza perdere di vista i valori nobili dell'uomo, facendo capire con la sua prosa che all'incrocio tra la corruzione e la povertà non vi può essere altro che un piccolo spazio alla speranza di salvezza e al riscatto. “Un lupo e la sua tana”, suggerisce l'autore, saranno in grado d'accogliere sprovveduti e stolti soprattutto se senza enormi ricchezze. In un finale privo di sconti, pieno di sorprese efficaci e caratterizzato da pura drammaticità, mascherata da un disincantato sorriso, la penitenza per Briccica non può passare che attraverso le sbarre del carcere, lassù al piano di Sant'Andrea, all'ombra di quella porta d'accesso alla città di Genova tanto amata dal marchese, Porta Soprana. Francisca Carbone recriminerà il non aver provato alcun affetto materno per la povera Battistina, né quando la smarrisce per Genova il giorno della festa di Marinetta, né quando la figlia parte missionaria; il non essere stata capace di portare sulla retta via la più vulnerabile delle sue figlie, la bella Marinetta, creerà un ossessivo ma allo stesso tempo silenzioso dolore nel cuore e nella mente di Bricicca. Sino all'ultimo non capisce l'umiliante caduta, dimenticando persino Angela, che ha sacrificato la sua felicità e la sua vita per le sorelle. Donna Francisca sarà alla continua ricerca di una remissione dei peccati, sottolineando una gratificazione nello scontarli in prigione.
Le rivali storiche, pronte a godere delle disgrazie altrui come se ciò potesse servire ad alleviare le proprie, non avranno miglior fortuna: “nessun maneggio e nessuna giocata al lotto può variare le vite segnate dal risentimento”. Alla fine non resteranno vincitori di sorta, ma solo vinti. La novella evidenzia un linguaggio ricco di espressioni colorite e felici: “se le lavava con lo sputo”, “mettere il sonaglio al gatto, “il sacco non si stringeva mai”, “li mandava tutti a farsi scrivere”, per fare solo i primi esempi. Simili espressioni diventano il pregio del suo raccontare. Non si trovano, spunti moralistici diretti, di riflessione e di ammonimento, come nel Manzoni. Nascono, invece, non dichiarati, dallo stesso uso del linguaggio, popolare, realista, ma ricco di saggezza. Nel volgere del romanzo, molti sono i richiami ad altre letture, dimostrando quanto sia ricca la sensibilità di Zena, che dalla scrittura estremamente semplificata ha saputo trarre insegnamenti importanti, complessi e talvolta raffinati. Personaggi come la Bricicca, (“trinciava e squartava a fette l'universo”), le figlie Marinetta, Angela, Battistina e il signor Costante, ricordano un po' le figure dell'Agnese e di Perpetua nei Promessi sposi. L'abilità di Zena è di aver calato tal romanzo nello spaccato di una Genova ottocentesca e popolare che resta davvero straordinaria e indimenticabile. L'intrigo avveduto e complice della storia è condito dalla miglior salsa dello scrittore anche quando ci s'incammina sulla strada delle lezioni verghiane, ossia verso la destinazione triste e sventurata dei vinti che si cacciano da sé nella “bocca del lupo”. La novella è caratterizzata da una scrittura spiritosa, arguta e divertita che sa stupire. Lo scrittore risente soprattutto dell'influsso di un tema in particolare, quello della lotta per la sopravvivenza. La critica del narratore è un misto di familiarità e di saggezza proverbiale. Soltanto in questo e nell'ambiente genovese il romanzo si differenzia da I Malavoglia di Verga.
Zena è lontano dal pessimismo verghiano, conservatore cattolico, indulge nel paternalismo e nel moralismo.
Malato agli occhi, trascorse gli ultimi anni della sua vita appartato e lontano dalla società letteraria.
Mori nel 1917 a Genova.

## Opere
- Poesie grigie, Genova, Tip. del r. I. de' sordo-muti, 1880.
- Le anime semplici, Genova, Tip. dei sordomuti, 1886.
- La bocca del lupo, Milano, Fratelli Treves, 1892. Nuova ed. Perugia, Guerra, 2005. ISBN 88-7715-856-5.
- Le pellegrine, Milano, Fratelli Treves, 1894.
- Confessione postuma, 1897. Nuova ed. Torino, Einaudi, 1977.
- L'apostolo, Milano, Treves, 1901. Nuova ed. Firenze, Vallecchi, 1972.
- Olympia, Milano, Libreria editrice lombarda A. De Mohr, 1905.
- La cavalcata. Nuova ed. Barion, 2013. ISBN 978-88-6759-006-3.